# Kaiseregg
Il Kaiseregg (2.185 m s.l.m.) è una montagna delle Prealpi di Friburgo nelle Prealpi Svizzere. 

## Descrizione
Si trova nel Canton Friburgo tra il distretto della Gruyère e il distretto della Sense.